# Planetă chtoniană

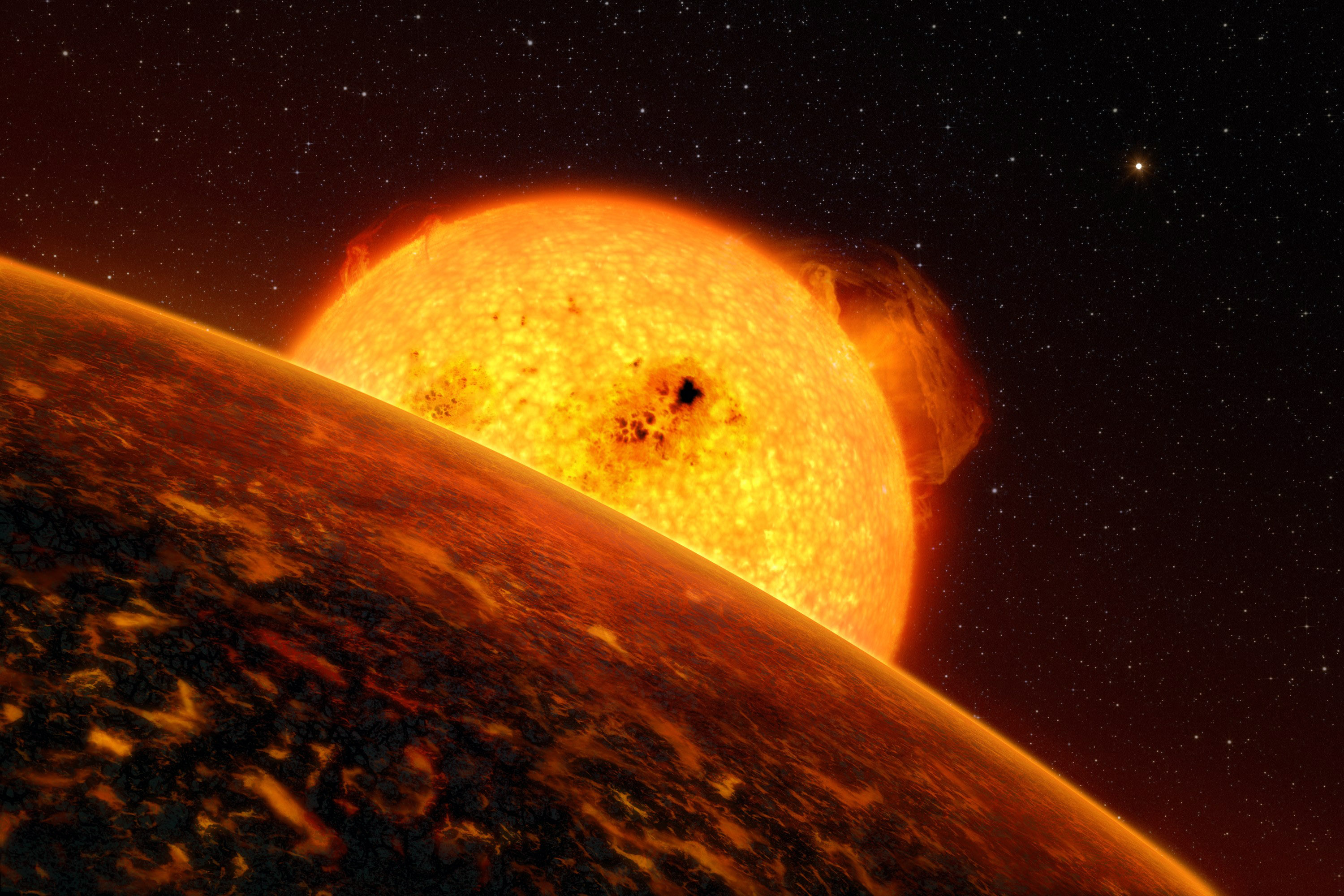
Concepție artistică a lui COROT-7b

O planetă chtoniană sau htoniană (uneori scris greșit "cthonian" sau "chthonian") este o clasă ipotetică de obiecte cerești care rezultă din deposedarea unui gigant gazos de atmosfera de hidrogen sau heliu și de straturile exterioare, fenomen numită evacuare hidrodinamică. O astfel de separare atmosferică este un rezultat probabil al aproprierii de o stea. Restul de miez stâncos sau metalic ar semăna cu o planetă terestră din multe privințe.
Chtonia (din greacă χθων) înseamnă a pământului. COROT-7b poate fi prima planetă chtoniană descoperită.